# Yoshinari Takagi
Yoshinari Takagi (japanisch 高木 義成 Takagi Yoshinari; * 20. Mai 1979 in der Präfektur Tokio) ist ein ehemaliger japanischer Fußballspieler.

## Karriere
Takagi erlernte das Fußballspielen in der Schulmannschaft der Shutoku High School und der Universitätsmannschaft der Kokushikan-Universität. Seinen ersten Vertrag unterschrieb er 2000 bei den Verdy Kawasaki (heute: Tokyo Verdy). Der Verein spielte in der höchsten Liga des Landes, der J1 League. 2004 gewann er mit dem Verein den Kaiserpokal. Am Ende der Saison 2005 stieg der Verein in die J2 League ab. 2007 wurde er mit dem Verein Vizemeister der J2 League und stieg wieder in die J1 League auf. Am Ende der Saison 2008 stieg der Verein in die J2 League ab. Für den Verein absolvierte er 194 Ligaspiele. 2010 wechselte er zum Erstligisten Nagoya Grampus. Mit dem Verein wurde er 2010 japanischer Meister. Für den Verein absolvierte er 13 Erstligaspiele. 2016 wechselte er zum Zweitligisten FC Gifu. Für den Verein absolvierte er 31 Ligaspiele. Ende 2017 beendete er seine Karriere als Fußballspieler.

## Erfolge
Tokyo Verdy
- Kaiserpokal: 2004

Nagoya Grampus
- J1 League

Meister: 2010
Vizemeister: 2011
- Japanischer Supercup: 2011